# 25799 Anmaschlegel
25799 Anmaschlegel (tên chỉ định: 2000 CC83) là một tiểu hành tinh vành đai chính. Nó được phát hiện bởi dự án Nghiên cứu tiểu hành tinh gần Trái Đất Lincoln ở Socorro, New Mexico, ngày 4 tháng 2 năm 2000. Nó được đặt theo tên Angela Marie Schlegel, an American high school student whose plant sciences project won second place ở the 2009 Giải thưởng Khoa học và Kỹ thuật Intel.